# Rue Molé
La rue Molé est une voie de la commune française de Troyes, dans le département français de l'Aube,

## Situation et accès
Cette rue piétonne va de la rue Champeaux à la rue des Quinze-Vingts dans le « Bouchon de Champagne », cœur historique de la ville de Troyes.

## Origine du nom
Cette rue tire son nom d'une illustre famille troyenne.

## Historique

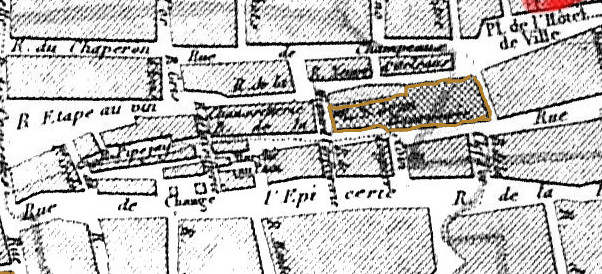
En 1769, les rues de la Chaussetterie et d'Orléans.

## Bâtiments remarquables et lieux de mémoire
- Maison de l'Orfèvre,
- Église Saint-Jean-du-Marché de Troyes, pour sa façade nord,
- Maison du 4.

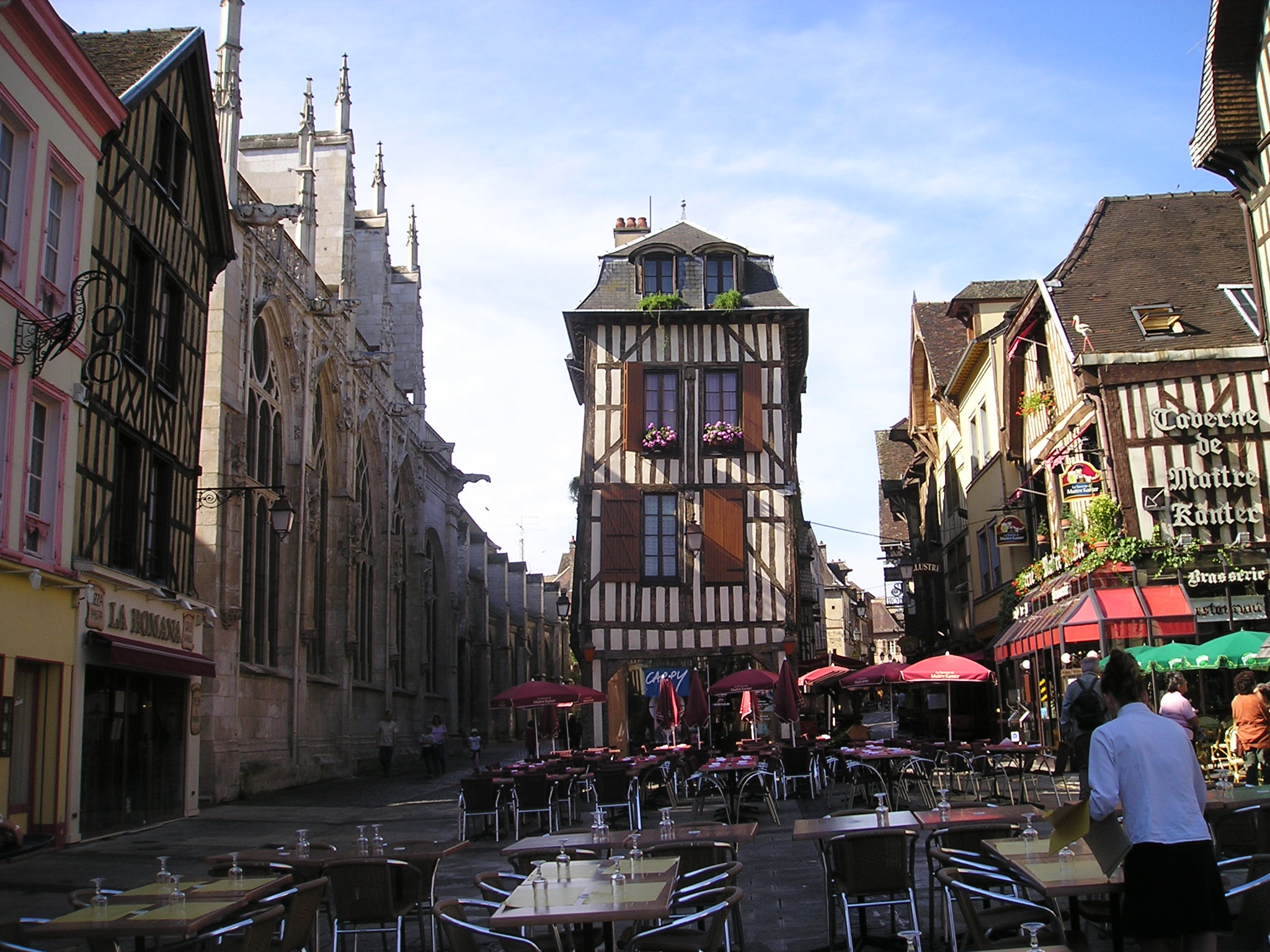
L'église st-Jean sur la gauche,
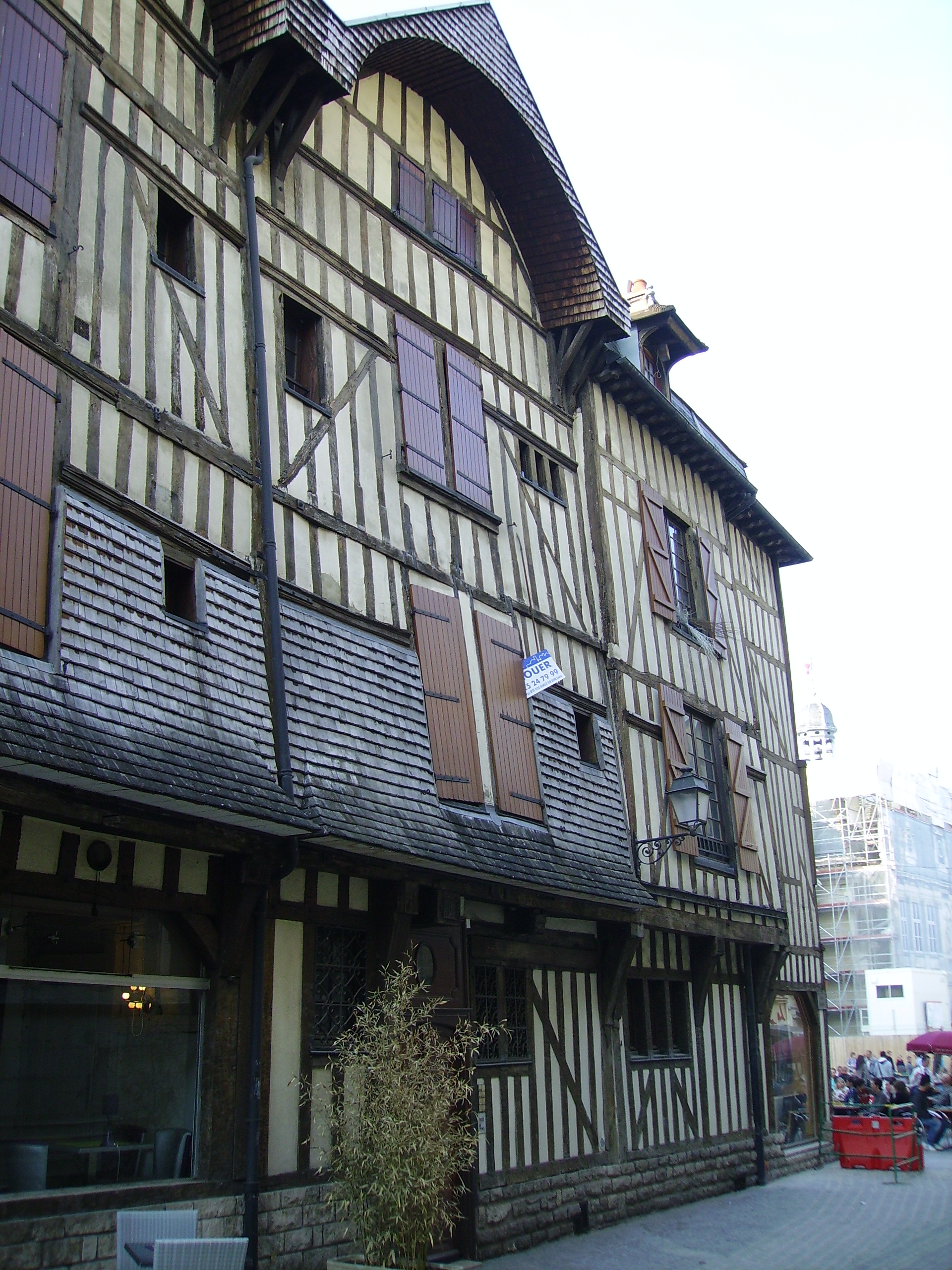
le 2
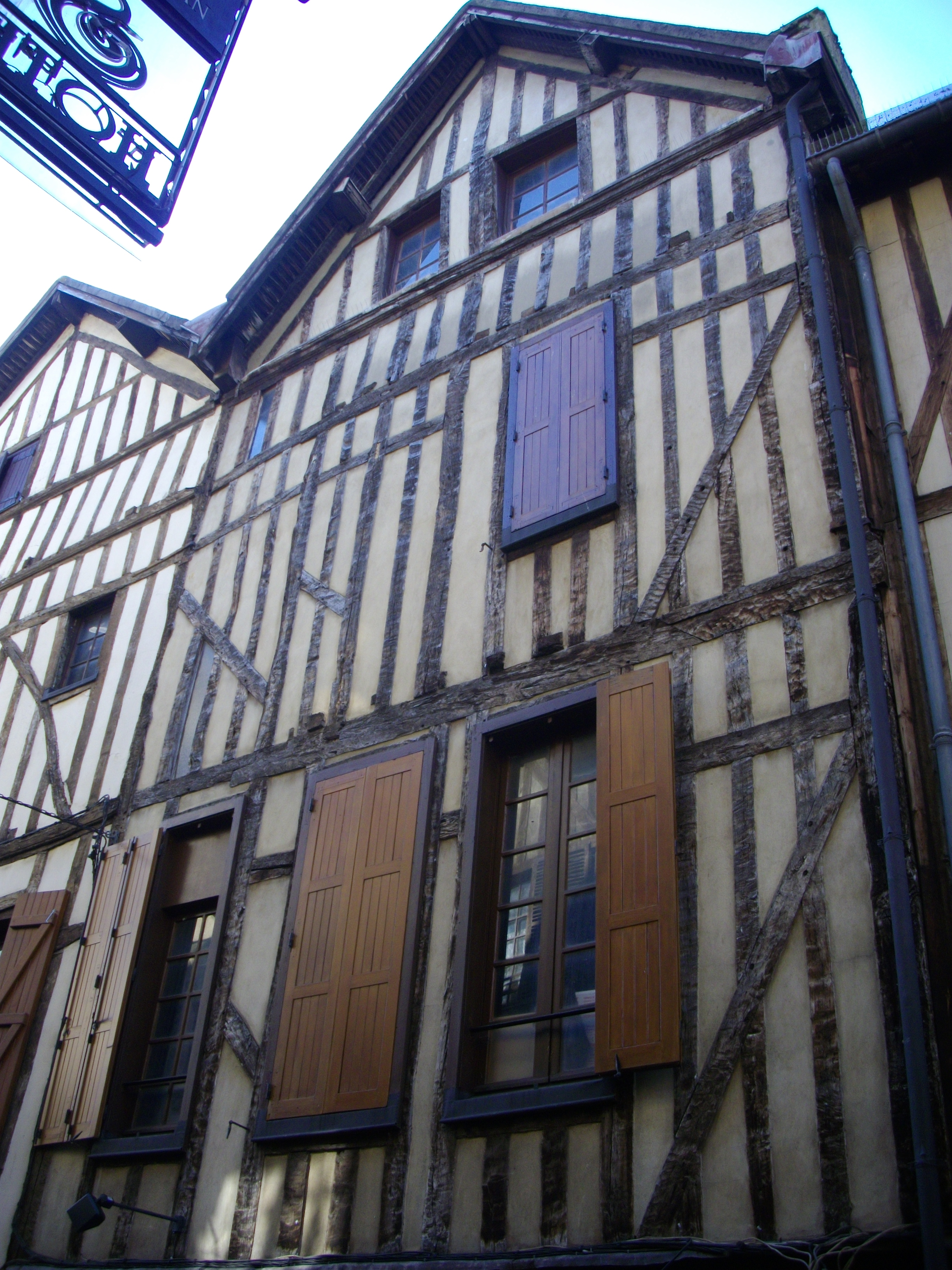
Le 4,
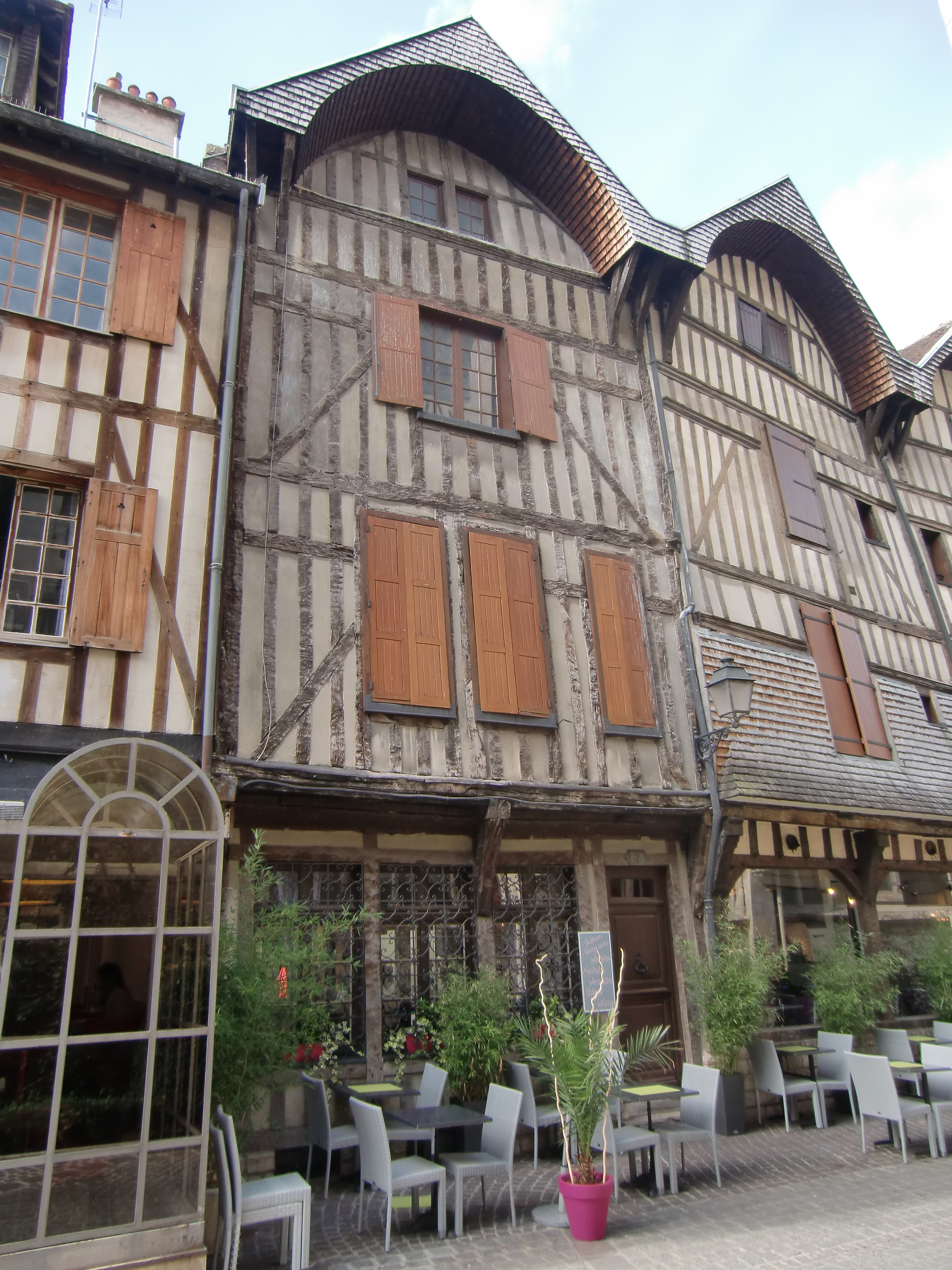
le 6,
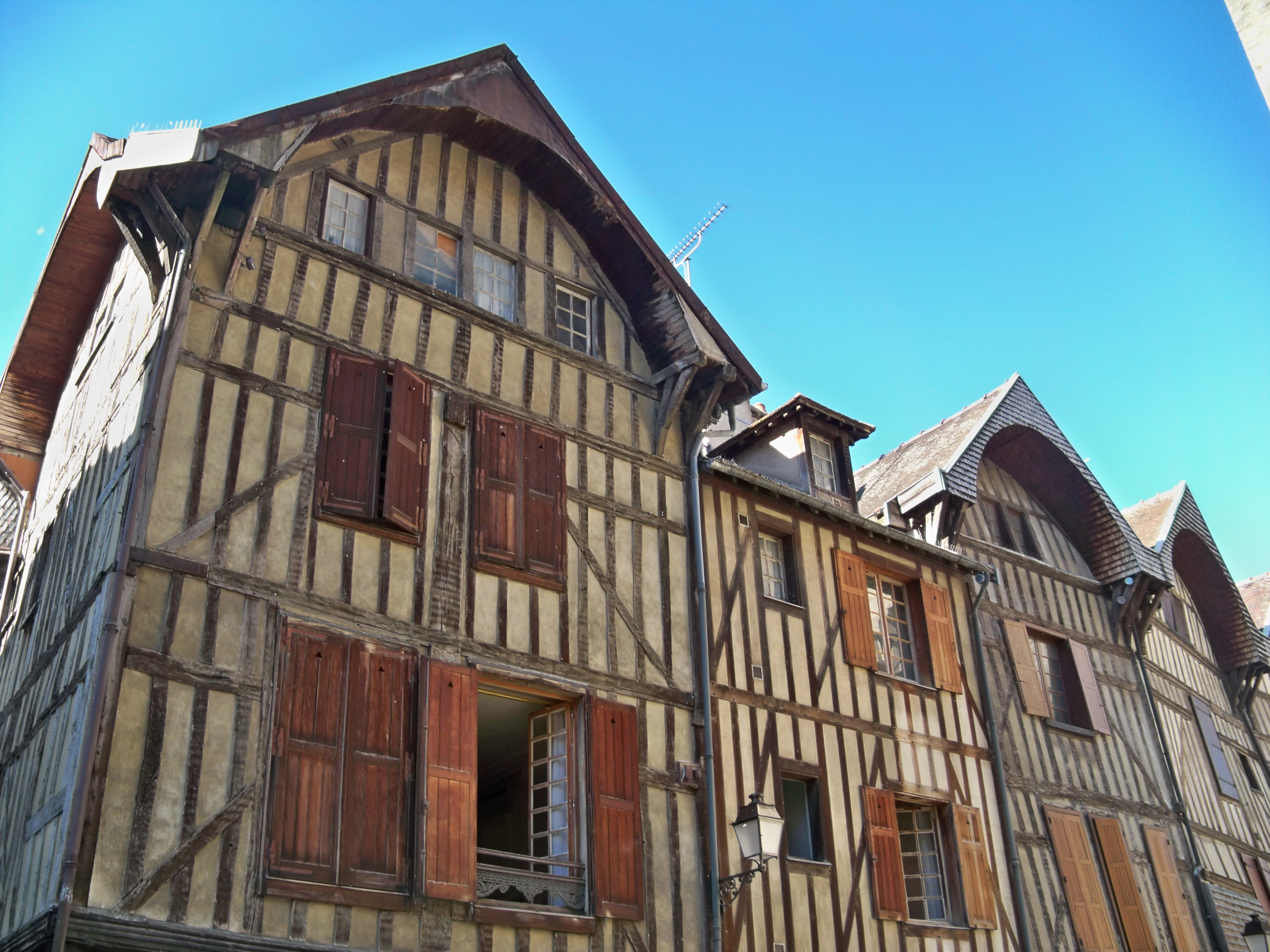
le 8,
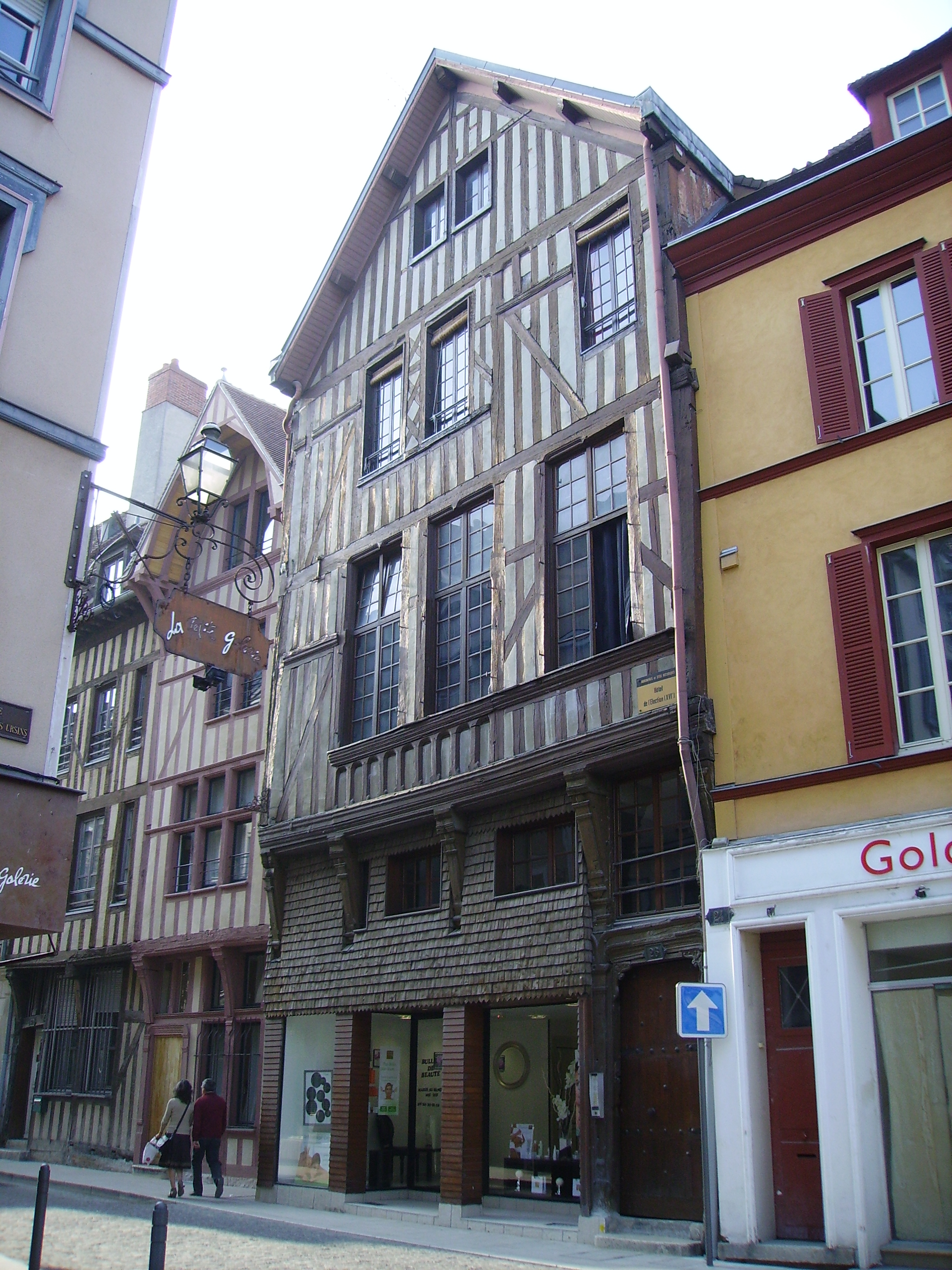
le 26.